# Aeroporto di Dallas-Love
L'Aeroporto di Dallas-Love Field (IATA: DAL, ICAO: KDAL, FAA LID: DAL) (in inglese: Dallas Love Field) è un aeroporto aperto al traffico di linea situato nel quartiere omonimo, situato a circa 6 km a nord-ovest del centro città (downtown) di Dallas in Texas, negli Stati Uniti d'America. 
È stato il principale scalo della città texana fino al completamento dell'aeroporto di Dallas-Fort Worth (DFW) nel 1974. 
L'aeroporto, che occupa un'area di 530 ettari, dispone di due piste parallele, 13L/31R e 13R/31L. La terza pista, orientata 18/36, è stata declassata nel 2011 a taxiway.
È la sede nonché uno degli hub della compagnia low cost Southwest Airlines, che opera circa il 95% delle rotte da questo aeroporto.

## Servizi

### Terminal
Love Field dispone di un solo terminal con 20 gate, 18 dei quali in uso da Southwest Airlines, mentre dei rimanenti due uno da Alaska Airlines e l'altro da Delta Air Lines.

### Trasporti
La compagnia DART (acronimo di Dallas Area Rapid Transit) permette di collegare l'aeroporto, attraverso il Love Link Shuttle, con la stazione di Inwood/Love Field, servita dalle linee Arancione e Verde della metropolitana leggera della città.